# گاما ترازو
گاما ترازو یک ستاره است که در صورت فلکی ترازو قرار دارد.